# مجلس الأمن القومي (اليابان)
مجلس الأمن القومي (باليابانية: 国家安全保障会議 كوكا أنزين هوشو كايجي) هو هيئة حكومية يابانية تأسس لتنسيق سياسات الأمن القومي والسياسات العسكرية في اليابان. وتأسس المجلس بمبادرة من رئيس الوزراء لشينزو آبي ليحل محل مجلس الأمن السابق.

## تاريخ
حاول رئيس الوزراء آبي لأول مرة إنشاء مجلس الأمن القومي في أول رئاسة له مابين 2006-2007، لكن المحاولة توقفت في يناير 2008 عندما تنحى عن منصبه. في 7 نوفمبر 2013 أقر مجلس النواب الياباني مشروع قانون لإنشاء المجلس.

## الهيكلية
يتكون مجلس الأمن القومي من تسعة أعضاء: رئيس مجلس الوزراء، ووزير المالية، ووزير الداخلية والاتصالات، ووزير الخارجية، ووزير الاقتصاد والتجارة والصناعة، ووزير الأراضي والبنية التحتية والنقل والسياحة، وأمين مجلس الوزراء، ورئيس الهيئة الوطنية للسلامة العامة. ويرأس المجلس رئيس الوزراء ويديره مستشار الأمن القومي.